# Activation physiologique
L'activation physiologique (ou activation cérébrale) désigne l'état psychophysiologique correspondant à l'activation de la formation réticulée activatrice (FRA) du tronc cérébral impliquant le système nerveux autonome (accélération du rythme cardiaque et augmentation de la pression sanguine) et le système endocrinien (production de cortisol). Cette activation se manifeste, sur le plan comportemental, par un état d'alerte, une plus grande sensibilité perceptive, une plus grande rapidité de traitement cognitif et des réponses motrices plus rapides.